# فرودگاه سادس
فرودگاه سادس (به انگلیسی: Sedes Airport) یک فرودگاه نظامی است . این فرودگاه در کشور یونان قرار دارد و در ارتفاع ۲۷ متری از سطح دریا واقع شده است.